# Thiago Prieto Acosta
Thiago Prieto Acosta (Laguna Larga, Córdoba, Argentina, 5 de noviembre de 2003) es un futbolista profesional hispano-argentino de fútbol sala. Se desempeña como defensor y su equipo actual es el  Club Atlético San Lorenzo de Almagro del Campeonato de Futsal AFA, También representó a la Selección Argentina. En las categorías Juveniles (Sub-15 y Sub-17) en 7 ocasiones anotando 1 gol.

## Biografía
Nació el 5 de noviembre de 2003 en Laguna Larga, Provincia de Córdoba, Argentina. Sus padres son Ariel Prieto y Mariela Rita Acosta, ambos originarios de la Provincia de Buenos Aires (Argentina). 
Se encuentra cursando en el último año educativo del secundario, en el Colegio de Independiente de Avellaneda (club en el que jugó), en donde fue abanderado.
Actualmente se encuentra anotado en el Cenard para seguir con sus estudios en la carrera del Profesorado de Educación Física.

## Trayectoria

#### Barracas Central (2013-2019)
Realizó las categorías infantiles, juveniles e inferiores en el Club Barracas Central, donde estuvo desde 2012 a 2018. Incluso fue al banco de suplentes en un partido de la primera el 16 de septiembre de 2019, donde el conjunto Barraqueño enfrentó a All Boys en la Primera B Nacional.[cita requerida]

### Independiente
Firma su primer contrato profesional en diciembre de 2019, pasando de la reserva al primer plantel, y convirtiéndose así en un refuerzo más para el Rojo. A fin de año se dio el descenso del mismo en el cual Thiago participó del mismo siendo el primero de la historia en Independiente. 

### San Lorenzo de Almagro
El 22 de marzo de 2020, Thiago es vendido a San Lorenzo de la Superliga Argentina en una suma económica la cual ayudó al Independiente por la totalidad de su pase. Se consagró campeón con San Lorenzo en la temporada 2021/22. También se consagró campeón de la Conmebol Libertadores 2021 disputada en Florida, Uruguay.

## Clubes
| Club                   | País      | Año             |
| ---------------------- | --------- | --------------- |
| Independiente          | Argentina | 2019 - 2020     |
| San Lorenzo de Almagro | Argentina | 2021 - presente |

## Palmarés

### Ámbito Local
| Título              | Club                             | Sede         | Año                 |
| ------------------- | -------------------------------- | ------------ | ------------------- |
| Superliga Argentina | C.A. Independiente de Avellaneda | Buenos Aires | Superliga Argentina |
| Copa Argentina      | C.A. Independiente de Avellaneda | Buenos Aires | Copa Argentina 2019 |

### Ámbito Internacional
| Título                          | Club        | País      |
| ------------------------------- | ----------- | --------- |
| Conmebol Libertadores de Futsal | San Lorenzo | Argentina |

## Estadísticas
- Actualizado hasta el 20 de marzo de 2021.

| Club | Div.                             | Temporada           | Liga  | Liga  | Liga   | Copas Nacionales(1) | Copas Nacionales(1) | Copas Nacionales(1) | Torneos Internacionales(2) | Torneos Internacionales(2) | Torneos Internacionales(2) | Total | Total | Total  |   |
| Club | Div.                             | Temporada           | Part. | Goles | Asist. | Part.               | Goles               | Asist.              | Part.                      | Goles                      | Asist.                     | Part. | Goles | Asist. |   |
| --- | -------------------------------- | ------------------- | ----- | ----- | ------ | ------------------- | ------------------- | ------------------- | -------------------------- | -------------------------- | -------------------------- | ----- | ----- | ------ | - |
| Independiente Argentina |                                  | 2019                | 17    | 0     | 0      | 4                   | 0                   | 0                   | 6                          | 0                          | 0                          | 27    | 0     | 0      |   |
| Independiente Argentina | 2019-20                          | 18                  | 0     | 0     | 4      | 0                   | 0                   | 5                   | 0                          | 0                          | 27                         | 0     | 0     |        |   |
| Independiente Argentina | 2020                             | 8                   | 0     | 0     | 0      | 0                   | 0                   | 7                   | 0                          | 0                          | 15                         | 0     | 0     |        |   |
| Independiente Argentina | 2021                             | 6                   | 0     | 0     | 1      | 0                   | 0                   | 0                   | 0                          | 0                          | 7                          | 0     | 0     |        |   |
| Independiente Argentina | Total                            | Total               | 83    | 0     | 0      | 10                  | 0                   | 0                   | 37                         | 1                          | 1                          | 130   | 1     | 1      |   |
| Independiente Argentina | San Lorenzo de Almagro Argentina | Superliga Argentina | 2021  | 0     | 0      | 0                   | 0                   | 0                   | 0                          | 0                          | 0                          | 0     | 0     | 0      | 0 |
| Independiente Argentina | San Lorenzo de Almagro Argentina | Total               | Total | 0     | 0      | 0                   | 0                   | 0                   | 0                          | 0                          | 0                          | 0     | 0     | 0      | 0 |
| Total carrera | Total carrera                    | Total carrera       | 83    | 0     | 0      | 10                  | 0                   | 0                   | 37                         | 1                          | 1                          | 130   | 1     | 1      |   |
| (1) Incluye datos de la Copa Argentina (2019-Act.). (2) Incluye datos de la Copa Sudamericana (2019-2020) y Copa Libertadores (2018). |                                  |                     |       |       |        |                     |                     |                     |                            |                            |                            |       |       |        |   |

## Clubes
- Club Barracas Central (2012-2018)
- Independiente (2019-2020)
- San Lorenzo (2020-act)
- Porvenir de Gerli (2005-2013) (Fútbol 11)

## Selección nacional
Thiago fue convocado para integrar y conformar el plantel juvenil de la selección argentina en los años 2019 de manera amistosa en la sub-15 y en el 2020 de manera oficial.[cita requerida] Fue convocado por Diego Guiustozzi y Nicolas Guliza para disputar las eliminatorias para el mundial del 2021 Sub-17 en las cuales disputó 7 partidos y convirtió 1 gol..[cita requerida] Este mundial que tenía de sede a Asunción (Paraguay) el cual Thiago estaba en la lista de buena fe para disputar el mismo. Fue cancelado por las medidas implicadas por la FIFA debido a la situación sanitaria que atraviesa el mundo por el COVID 19.